# Eskitaş
Eskitaş (früher Ancoz oder Ancuz) ist ein Dorf im Landkreis Kâhta der türkischen Provinz Adıyaman mit 443 Einwohnern (Stand: Ende 2024).
Eskitaş liegt am Atatürk-Stausee nahe der Mündungsbucht des Kahta Çayı auf etwa 630 Metern Höhe. Es liegt 18 Kilometer südöstlich von Kâhta und 45 Kilometer südöstlich der Provinzhauptstadt Adıyaman.
Bei dem Dorf lag der Siedlungshügel Ancoz, benannt nach einem früheren Namen des Ortes. Er war in neo-hethitischer Zeit  (1200–700 v. Chr.) und zur Zeit des Königreichs Kommagene im 1. Jahrhundert v. Chr. bewohnt. Er ist heute zum Teil im Stausee verschwunden.